# Ronald Desruelles
Ronald Desruelles (ur. 14 lutego 1955 w Antwerpii, zm. 1 listopada 2015 w Patong) – belgijski lekkoatleta specjalizujący się w biegach sprinterskich i skoku w dal, dwukrotny uczestnik letnich igrzysk olimpijskich (Montreal 1976, Los Angeles 1984).
Brat Patricka Desruellesa, tyczkarza, olimpijczyka z Moskwy (1980).
W 1980 r. został zdyskwalifikowany za stosowanie niedozwolonych środków dopingujących, w wyniku czego odebrano mu złoty medal halowych mistrzostw Europy z Sindelfingen (1980), który otrzymał za zwycięstwo w konkurencji skoku w dal.
Został znaleziony martwy 1 listopada 2015 w tajskim Patong, gdzie prowadził restaurację. Popełnił samobójstwo z powodu problemów finansowych.

## Sukcesy sportowe
- dziesięciokrotny mistrz Belgii w skoku w dal – 1975, 1976, 1977, 1978, 1979, 1981, 1982, 1983, 1984, 1986
- siedmiokrotny mistrz Belgii w biegu na 100 m – 1978, 1979, 1982, 1984, 1985, 1986, 1987
- mistrz Belgii w biegu na 200 m – 1985[3].

| Rok  | Miasto       | Zawody                    | Konkurencja        | Wynik         |
| ---- | ------------ | ------------------------- | ------------------ | ------------- |
| 1978 | Mediolan     | halowe mistrzostwa Europy | skok w dal         | srebrny medal |
| 1978 | Praga        | mistrzostwa Europy        | sztafeta 4 x 100 m | 8. miejsce    |
| 1979 | Wiedeń       | halowe mistrzostwa Europy | skok w dal         | 4. miejsce    |
| 1980 | Sindelfingen | halowe mistrzostwa Europy | skok w dal         | 1. miejsce    |
| 1982 | Mediolan     | halowe mistrzostwa Europy | skok w dal         | 7. miejsce    |
| 1984 | Göteborg     | halowe mistrzostwa Europy | bieg na 60 m       | brązowy medal |
| 1985 | Paryż        | światowe igrzyska halowe  | bieg na 60 m       | brązowy medal |
| 1985 | Pireus       | halowe mistrzostwa Europy | bieg na 60 m       | brązowy medal |
| 1986 | Madryt       | halowe mistrzostwa Europy | bieg na 60 m       | złoty medal   |
| 1987 | Indianapolis | halowe mistrzostwa świata | bieg na 60 m       | 5. miejsce    |
| 1987 | Liévin       | halowe mistrzostwa Europy | bieg na 200 m      | 6. miejsce    |
| 1988 | Budapeszt    | halowe mistrzostwa Europy | bieg na 60 m       | srebrny medal |
| 1989 | Haga         | halowe mistrzostwa Europy | bieg na 60 m       | 5. miejsce    |

## Rekordy życiowe
- bieg na 60 metrów (hala) – 6,56 – Sindelfingen 05/02/1988 & Maastricht 10/02/1985 (lotny start[4]) rekord Belgii[5]
- bieg na 100 metrów – 10,25 – Hechtel 20/05/1984 do 1995 rekord Belgii[6] / 10,02 – Naimette 11/05/1985 (wątpliwy pomiar wiatru[4])
- bieg na 200 metrów – 20,66 – Grosseto 18/07/1984 do 1992 rekord Belgii[7][8]
- bieg na 200 metrów (hala) – 20,92 – Liévin 09/02/1986
- skok w dal – 8,08 – Bruksela 12/08/1979 do 1996 rekord Belgii, Desruelles siedmiokrotnie ustanawiał rekord kraju na stadionie w tej konkurencji[9]
- skok w dal (hala) – 7,79 – Wiedeń 25/02/1979

Desruelles trzykrotnie (zawsze biegnąc na pierwszej zmianie) ustanawiał rekord kraju w sztafecie 4 × 100 metrów (do poziomu 39,72 w 1978, który to wynik przetrwał jako rekord Belgii do 1998).